# ارنست یونگر
ارنست یونگر (به آلمانی: Ernst Jünger) نویسنده، سرباز و حشره‌شناس آلمانی بود که بیشتر با کتاب خاطراتش از جنگ جهانی اول با عنوان «طوفان فولاد» به‌خاطر آورده می‌شود.

## زندگی‌نامه
وی در سال ۱۸۹۵ در آلمان متولد گردید او را می‌توان جزو نویسندگان معدودی دانست که برای حقوق فردی ارزش بسیار قائل است این نویسنده رئالیست در میان مردم آلمان موقعیت و ارزش خاصی دارد زیرا از فرزندان جنگ و نگهبان حقوق انسان آزاد است مهم‌ترین اثر این نویسنده «کارگران» و کتابی موسوم به «عبور از خط» می‌باشد.

## آثار
- کارگران (۱۹۳۲)
- عبور از خط، ترجمه و تقریر محمود هومن، تحریر جلال آل احمد، تهران: فرزین، ۱۳۴۶[۱]
- برگ‌ها و سنگ‌ها
- بازیهای آفریقایی
- طوفان کشمیر